# Ochrochernes galatheae
Ochrochernes galatheae är en spindeldjursart som först beskrevs av With 1906.  Ochrochernes galatheae ingår i släktet Ochrochernes och familjen blindklokrypare. Inga underarter finns listade i Catalogue of Life.